# S/S Kysten
S/S Kysten är ett norskt ångfartyg som byggdes 1909 av Trondhjems Mekaniske Verksted för trafik längs Norges västkust. Fartyget levererades till Namsos Dampskibsselskap och sattes in på en rutt mellan Trondheim och Namsos med 45 stopp.
År 1929 skadades fartyget under ett varvsuppehåll efter en grundstötning, då hon blåste omkull i torrdockan. Under andra världskriget rekvirerades hon av tyskarna vid två tillfällen, år 1940 och 1944 och lades därefter upp.
Efter omfattande renovering, där hon bland annat förlängdes med omkring 4 meter och fick ny överbyggnad, sattes S/S Kysten år 1951 in på sin ursprungliga rutt, nu med oljeeldad ångpanna.
År 1964 var det slut på resorna längs kusten och fartyget såldes  till Tvedestrand, där hon användes som skolfartyg under namnet Askaas. I samband med staden Tønsbergs 1100-årsjubileum 1971, grundades bolaget A/S Jubileumsskipet som köpte Askaas för insamlade medel och döpte om henne till Kysten I. Hon seglade turer med passagerare i Tønsbergs och Nøtterøys skärgård till 2003 varefter hon lades upp för reparation vid Nasjonalt fartøyvernsenter. År 2006 återfick hon sitt gamla namn och i augusti 2012 bogserades hon, efter en omfattande renovering av skrov och maskin, till Tønsberg för vidare restaurering. Från juni 2019 seglar S/S Kysten åter med passagerare i Nøtterøy skärgård.